# Porpoise Detector

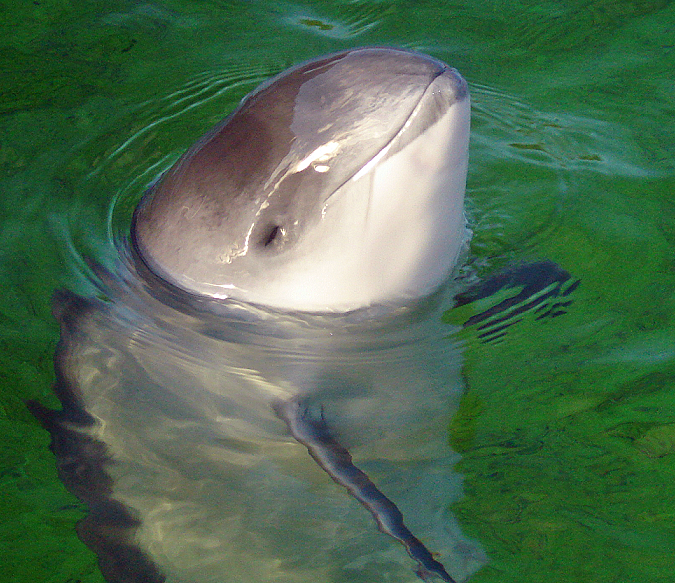
Gewöhnlicher Schweinswal (Phocoena phocoena) im Aquarium

Porpoise Detectors (POD) oder Porpoise Click Detectors (dt. Schweinswal-Detektoren) sind unbemannte Schwimmkörper zur Erforschung von Schweinswalen (Phocoenidae). Die Geräte nehmen durch akustische Sensoren die Klick-Laute der Schweinswale auf, verarbeiten und speichern diese. Meist dienen die PODs zur Erforschung der Habitatnutzung und Populationsgröße der Meeressäuger.

## Technik
PODs sind Schwimmkörper, meist in Röhrenform, die mit Sensortechnik ausgestattet sind und als autarke Datenlogger arbeiten. Die Unterwassermikrofone nehmen die von den Meeressäugern ausgestoßenen „Klick“-Laute im Ultraschallbereich auf und speichern diese, ergänzt um exakte Zeitdaten. Ende der 1990er-Jahre wurden die POD entwickelt, um das Echoortungsverhalten von Schweinswalen und anderen Delfinarten in der Nähe von Fischernetzen zu untersuchen, vgl. Beifang.
Der Schall wird zunächst von einem Hydrofon aufgenommen (Schwingungen im Frequenzbereich zwischen 20 und 160 kHz) und in ein elektromagnetisches Signal umgesetzt. Dieses wird durch einen nachgeordneten Bandpassfiltern in eine Datenverarbeitungs- und Speichereinheit geleitet. Gespeichert werden in der Regel verschiedene Parameter (Frequenz, Anzahl der Zyklen, Amplitude und Hüllkurve). Zudem enthält jeder POD eine Energieversorgung in einem wasserdichten, druckfesten Gehäuse. Geräusche können in einem voreingestellten Frequenzbereich der Echoortungslaute von Schweinswalen aufgezeichnet werden.
Die Echoortungs- oder Klicklaute eines Schweinswals konnten nach dem Stand im Jahr 2012 in einem Radius von bis zu 100 m Entfernung erfasst werden.
Die gespeicherten Daten können am Ende eines Messzyklus (unter günstigen Bedingungen bis zu zehn Wochen) aus dem geborgenen Gerät heruntergeladen werden. Die Weiterverarbeitung erfolgt mit einer teilweise speziell für die PODs entwickelten Software (z. B. „T-POD.exe“ vom Hersteller Chelonia, UK). Diese umfasst einen Suchalgorithmus für spezifische Lautmuster in den Daten. Diese werden erkannt und für die weitere Auswertung klassifiziert.
Die Geräte werden teilweise auch C-PODs genannt, wobei das „C“ für Cetacean… -POrpoise Detector steht.

### Porpoise Click Logger
Porpoise Click Logger (PCLs) sind spezielle PODs und nehmen zeitgleich in zwei Frequenzbändern (60 und 130 kHz) den Schalldruck und die Dauer von Schallereignissen auf. Eine nachfolgende und vom Anwender spezifizierbare Analyse ermöglicht das Erkennen von Schweinswallauten. Die Geräte haben eine Einsatzdauer von bis zu drei Monaten und sind mit einer Speicherkapazität von 8 GB ausgestattet (Stand 2012).

## Einsatz von PODs
PODs werden inzwischen weltweit in vielen Meeresgebieten zur Forschung eingesetzt. Die Systeme sind verhältnismäßig preisgünstig und liefern Langzeitdaten. Durch den autonomen Betrieb sind weniger Mitarbeiter erforderlich als bei alternativen Methoden, wie zum Beispiel dem Einsatz eines Schlepphydrofons oder Flugzeugzählungen.

## PODs in Deutschland
Forschungsprojekte haben T-PODs in den letzten Jahren als Messgeräte für passiv akustische Untersuchungen des Vorkommens von Schweinswalen etabliert. Die Eignung der Geräte zur Feststellung der Anwesenheit von Schweinswalen in einem „belauschten“ Gebiet führte zu ihrem Einsatz in einer Vielzahl von Projekten.

### BfN-Forschung zur Ausweisung von Marinen FFH-Gebieten
In Deutschland starteten das FTZ Westküste und das Meeresmuseum Stralsund in Kooperation mit dem BfN ein POD-Projekt. In der deutschen Ostsee wurde mit Porpoise-Detektoren (T-PODs) in der Ausschließlichen Wirtschaftszone und nahe gelegenen küstennahen Bereichen Untersuchungen durchgeführt: in der Kadetrinne und im Fehmarnbelt. Diese stellen für Schweinswale in der deutschen Ostsee besonders wichtige Habitate dar. Als Ergebnis der zeigte sich, dass Schweinswale ganzjährig im Fehmarnbelt und im deutschen Hoheitsgebiet um Fehmarn anwesend sind. Auch in der Kadetrinne und dem benachbarten küstennahen Bereich wurden regelmäßig Schweinswale nachgewiesen.
Das BfN schrieb zur Nutzung der Porpoise Detektoren: Das akustische Monitoring von Schweinswalen mit T-PODs hat sich im Gebiet der deutschen Ostsee als sehr gut geeignete Methode zur Untersuchung der Habitatnutzung und der Verbreitung der Art erwiesen.

### FTZ-Westküste
Das FTZ-Westküste nahm erstmals 2002 T-PODs in der Nordsee in Betrieb.

### Meeresmuseum Stralsund (MMS)
2011 startete das Meeresmuseum Stralsund das Projekt SAMBAH – statisches, akustisches Monitoring des Ostsee-Schweinswals (engl. Static Acoustic Monitoring of the Baltic Sea Harbour porpoise). An diesem Projekt nehmen alle EU-Staaten rund um die Ostsee teil. Finanziert wird das Projekt durch die Europäische Union im Rahmen eines seit 2010 laufenden LIFE+-Programms. SAMBAHs wichtigstes Ziel ist es, den Erhalt der Population des Ostsee-Schweinswals mit wissenschaftlichen Daten zu fördern. Dazu werden für den Zeitraum Mai 2011 bis Mai 2013 in der Zentralen Ostsee 300 Klickdetektoren ausgebracht. Sie sollen die Dichte, Häufigkeit und Verteilung der Schweinswalpopulation ermitteln. Des Weiteren sollen für Schweinswale bevorzugte Lebensräume und Gebiete mit höherem Konfliktrisiko auf Grund menschlicher Aktivitäten identifiziert werden. Ein weiteres Forschungsziel war es, eine Methode zu entwickeln, um Schweinswale kostengünstig in einem großen Gebiet zu überwachen.
Das MMS setzt C-PODs mit einer Einsatzzeit von vier Monaten ein. Die Geräte haben eine Speicherkapazität von 4 GB (SD-Karte, erweiterbar).
In einem zweiten kleineren Forschungsprojekt untersuchte das MMS seit 2010 die Vergleichbarkeit verschiedener statisch passiv akustischer Monitoring-Methoden. Im Projekt COSAMM (Untersuchungen zur Vergleichbarkeit von verschiedenen statisch passiv akustischen Monitoring-Methoden zur Erfassung von Schweinswalen und anderen Zahnwalen) wurden alle verfügbaren Klickdetektoren für Schweinswale verglichen, um später, trotz des Einsatzes verschiedener Geräte, repräsentative und vergleichbare Aussagen über das Vorkommen der Tiere treffen zu können.